# نبيل نجم
نبيل نجم (1952 - ) ممثل ومخرج أردني .

## عن حياته
نال شهادة البكالوريوس في الإخراج والتمثيل من أكاديمية الفنون بالقاهرة العام 1980، عمل مخرجاً ثم رئيس قسم المسرح بدائرة الثقافة، ومديراً لثقافة البلقاء، ومدير مديرية الفنون والسينما، وهو عضو (رابطة) نقابة الفنانين، ورئيس لجنة تحكيم مهرجان المسرح، وعضو لجنة التحقيق بالنقابة.

## من أعماله

### في المسلسلات
- جلوة راكان

### في السينما
- الحذاء

### في الدوبلاج
- الكابتن ماجد - الجزء الأول
- الفتى النبيل
- ماروكو
- عودة سنبل
- كاليميرو وفاليريانو
- مخلص صديق الحيوان
- جوهرة القصر

## روابط خارجية
- نبيل نجم على موقع قاعدة بيانات الأفلام العربية